# Egbert van Trier

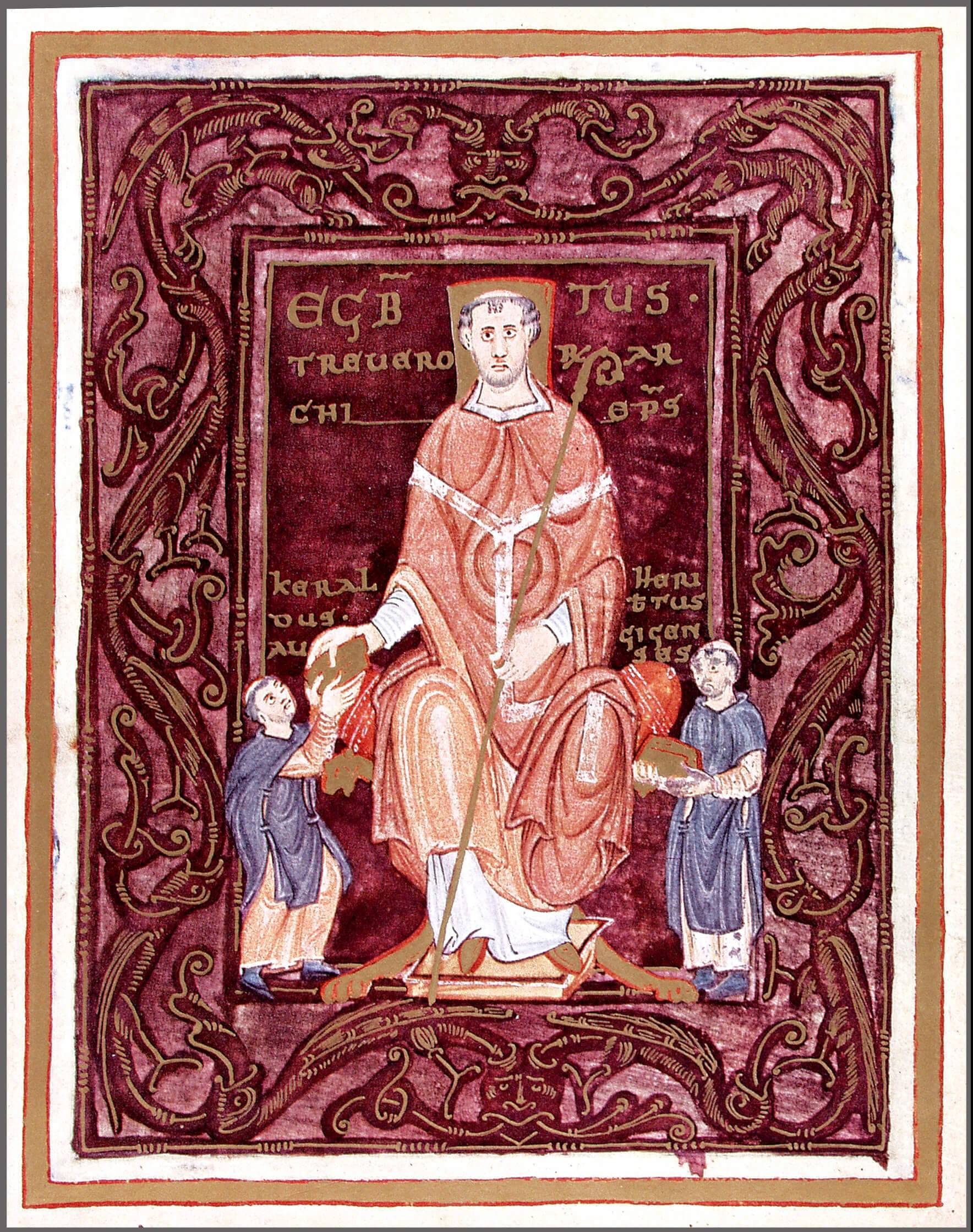
Egbert van Trier, in de Codex Egberti.

Egbert van Trier (~950 - 8 december 993) was van 977 tot 993 aartsbisschop van Trier.
Egberts was de zoon van graaf Dirk II van Holland en Hildegard van Vlaanderen, dochter van graaf Arnulf I van Vlaanderen. Na zijn opleiding in de abdij van Egmond werd hij in 976 kanselier van keizer Otto II. Deze benoemde hem in 977 tot aartsbisschop van Trier, in welke functie hij de belangen van het Ottoonse rijk moest bewaken. In 983 nam hij deel aan de Rijksdag van Verona. In 984 sloot hij zich bij Hendrik II van Beieren aan, maar onderwierp zich in 985 weer aan het rijksgezag.
Egbert staat bekend als begunstiger van de wetenschap en kunsten, onder andere door de naar hem genoemde Codex Egberti, een evangeliarium dat hij schonk aan de abdij van St. Paulinus in Trier. Ook het geheten Egbert-Psalter werd voor hem gemaakt. Onder Egbert bevond zich in Trier een van de belangrijkste werkplaatsen voor edelsmeedkunst van de Ottoonse tijd, die met name bekend is vanwege de hoogstaande emailbewerking. Hoofdwerken zijn het Egbertschrijn en de reliekhouder voor de Heilige Nagel, beide in de Schatkamer van de Dom van Trier, de Petrusstaf in de Dom van Limburg, de Codex Aureus Epternacensis in het Germanisches Nationalmuseum in Neurenberg, en het Otto-Mathilde-kruis in de Domschatkamer van Essen. Het borstkruis van Sint-Servaas in de schatkamer van de Sint-Servaasbasiliek in Maastricht wordt beschouwd als een laat product (2e kwart 11e eeuw) van dit atelier.

## Voorouders
| Voorouders van Egbert van Trier (950-993) | Voorouders van Egbert van Trier (950-993)                                  | Voorouders van Egbert van Trier (950-993)                                  | Voorouders van Egbert van Trier (950-993)                                  | Voorouders van Egbert van Trier (950-993)                                  | Voorouders van Egbert van Trier (950-993)                                    | Voorouders van Egbert van Trier (950-993)                                    | Voorouders van Egbert van Trier (950-993)                                    | Voorouders van Egbert van Trier (950-993)                                    |
| ----------------------------------------- | -------------------------------------------------------------------------- | -------------------------------------------------------------------------- | -------------------------------------------------------------------------- | -------------------------------------------------------------------------- | ---------------------------------------------------------------------------- | ---------------------------------------------------------------------------- | ---------------------------------------------------------------------------- | ---------------------------------------------------------------------------- |
| Overgrootouders                           | Gerulf I (850 - 896) ∞ 928? ? (-)                                          | Gerulf I (850 - 896) ∞ 928? ? (-)                                          | Meginhard IV van Hamaland (898 - 955) ∞ 934 ? (-)                          | Meginhard IV van Hamaland (898 - 955) ∞ 934 ? (-)                          | Boudewijn II van Vlaanderen (865 - 918) ∞ Ælfthryth van Wessex (868 - 929)   | Boudewijn II van Vlaanderen (865 - 918) ∞ Ælfthryth van Wessex (868 - 929)   | Herbert II van Vermandois (884 - 943) ∞ Adelheid van Frankrijk               | Herbert II van Vermandois (884 - 943) ∞ Adelheid van Frankrijk               |
| Grootouders                               | Dirk I van Holland bis (875 - 939) ∞ 928? Gerberga van Hamaland (912 -)    | Dirk I van Holland bis (875 - 939) ∞ 928? Gerberga van Hamaland (912 -)    | Dirk I van Holland bis (875 - 939) ∞ 928? Gerberga van Hamaland (912 -)    | Dirk I van Holland bis (875 - 939) ∞ 928? Gerberga van Hamaland (912 -)    | Arnulf I van Vlaanderen (889 - 965) ∞ 934 Aleidis van Vermandois (916 - 960) | Arnulf I van Vlaanderen (889 - 965) ∞ 934 Aleidis van Vermandois (916 - 960) | Arnulf I van Vlaanderen (889 - 965) ∞ 934 Aleidis van Vermandois (916 - 960) | Arnulf I van Vlaanderen (889 - 965) ∞ 934 Aleidis van Vermandois (916 - 960) |
| Ouders                                    | Dirk II van Holland (932 - 988) ∞ 948 Hildegard van Vlaanderen (936 - 990) | Dirk II van Holland (932 - 988) ∞ 948 Hildegard van Vlaanderen (936 - 990) | Dirk II van Holland (932 - 988) ∞ 948 Hildegard van Vlaanderen (936 - 990) | Dirk II van Holland (932 - 988) ∞ 948 Hildegard van Vlaanderen (936 - 990) | Dirk II van Holland (932 - 988) ∞ 948 Hildegard van Vlaanderen (936 - 990)   | Dirk II van Holland (932 - 988) ∞ 948 Hildegard van Vlaanderen (936 - 990)   | Dirk II van Holland (932 - 988) ∞ 948 Hildegard van Vlaanderen (936 - 990)   | Dirk II van Holland (932 - 988) ∞ 948 Hildegard van Vlaanderen (936 - 990)   |

- Bibliothèque nationale de France: cb13754522g (data)
- Gemeinsame Normdatei: 119175223
- International Standard Name Identifier: 0000 0000 8833 8639
- Library of Congress Control Number: n78027855
- Nationale Bibliotheek van Tsjechië: jn20010525319
- Nationale Bibliotheek van Polen: a0000001270033
- Nederlandse Thesaurus van Auteursnamen: 074651730
- Système universitaire de documentation: 128939265
- Virtual International Authority File: 79163776
- WorldCat: E39PBJvRQB4JdbBJffFfcHcF8C